# Рагон, Жан-Мари
Жан-Мари Рагон де Беттиньи (фр. Jean-Marie Ragon; 25 февраля 1781, Бре-сюр-Сен — 22 марта 1862, Брюгге) — французский писатель
, издатель, редактор, масон.

## Биография
Сын нотариуса. Служил казначеем в имперской администрации. В 1804 году в Брюгге был посвящен в масонство, стал членом ложи «Друзья Севера» (Les amis du Nord) в Брюгге, которая в то время находилась в ведении департамента Франции. Также принадлежал к ложе «Le Phœnix» Великого востока Франции и к Уставу Мемфиса-Мицраима, а также к Ордену Храма Бернара-Раймона Фабре-Палапра. Основал и возглавил знаменитую парижскую ложу «Истинные друзья» (Les Vrais Amis), которая позже стала Les Trinosophes, а также связанным с ней капитулом и ареопагом, и пользовалась благодаря ему известностью. Рагон, начиная с 1817 года, занимал пост Досточтимого Мастера этой ложи в течение многих лет. Его отъезд в Америку в 1820 году положил конец его масонской карьере.
Работал в составе группы, занимавшейся критической экспертизой словарей для журнала «Грамматика», где опубликовал сочинение о методе чтения. Был также редактором первого французского масонского ревю «Гермес». Жан-Мари Рагон — один из первых авторов, использовавших термин «оккультизм» в своих работах. Автор многочисленных масонских книг, оказавших значительное влияние.
По данным «Королевской масонской энциклопедии», Рагон «приложил все усилия, чтобы провести различие между реальной историей различных масонских обществ и той смутной традиционной историей, которая в столь значительной степени опровергает сама себя». Также утверждается, что Рэгон «поддерживал идею о том, что Элиас Эшмол был главным основателем масонства в его нынешней форме».

## Избранные сочинения
- Cours philosophique et interprétatif des initiations anciennes et modernes (1840) ;
- De la maçonnerie occulte et de l’initiation hermétique (1850)
- Rituel de Compagnon (1859);
- Rituel du Maître (1859);
- Orthodoxie maçonnique (1853);
- Rituel de la maçonnerie forestière (1860);
- Perhaps Le Livre rouge (1842) ;
- Notice Historique sur le Calendrier, 1842;
- Rituel d’une pompe funèbre maçonnique (2014) ;.
- Об оккультном масонстве и герметическом посвящении.